# Kate Upton
Katherine "Kate" Elizabeth Upton, född 10 juni 1992 i St. Joseph i Michigan, är en amerikansk fotomodell och skådespelare.
Upton började som modell i 15-årsåldern och har fått uppmärksamhet sedan hon poserade för en bildserie i Sports Illustrated Swimsuit Issue 2011, och 2012 var hon på tidningens omslag. Hon har småroller i filmerna Tower Heist (2011) och The Three Stooges (2012). I Nick Cassavetes film The Other Woman (2014) spelar hon en av de tre huvudrollerna tillsammans med Cameron Diaz och Leslie Mann.
Upton är sedan den 4 november 2017 gift med basebollspelaren Justin Verlander. Deras dotter föddes den 7 november 2018.
Kongressledamoten Fred Upton är hennes farbror.
Under 2014 publicerades nakenbilder på Upton och flera andra kvinnliga kändisar illegalt på internet.

## Filmografi

### Film
- Tower Heist
- The Three Stooges
- The Other Woman
- The Layover
- The Disaster Artist
- Adult Interference

### Tv
- Tosh.0
- Sports Illustrated: The Making of Swimsuit 2012
- Saturday Night Live
- GTTV Presents MLB 2K12: The Perfect Club
- Barely Famous
- Lip Sync Battle
- Project Runway
- RuPaul's Drag Race
- Robot Chicken

### Musikvideor
- Bartender